# محطة المهدية

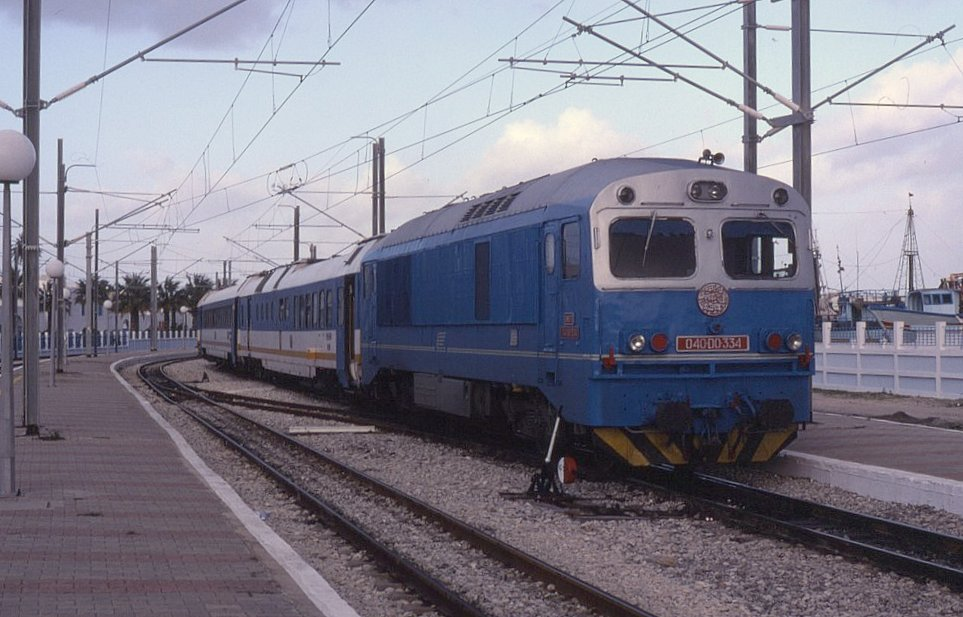
محطة المهدية.

محطة المهدية، هي محطة سكك حديدية في مدينة المهدية في تونس. تشكل المحطة النهائية لخط مترو الساحل الكهربائي جنوباً. تشغّل هذه المحطة الشركة الوطنية للسكك الحديدية التونسية.
تنطلق القطارات من هذه المحطة شمالاً إلى مدينة المنستير ومدينة سوسة. أول المحطات التي تصلها تلك القطارات هي محطة المهدية الزهراء.